# João Osório
João Osório Ferreira Martins (Camaquã, 9 de julho de 1941) é um advogado e político brasileiro.
Filiado ao Partido do Movimento Democrático Brasileiro (PMDB), elegeu-se deputado estadual à Assembleia Legislativa do Rio Grande do Sul seis legislaturas consecutivas, da 46ª legislatura (1983 — 1987) à 51ª legislatura (2003 — 2007).